# Kurol
Kurol (Leptosomus discolor) är en skogslevande fågelart som förekommer på Madagaskar och i ögruppen Komorerna som ensam placeras i familjen Leptosomidae.

## Systematik och utbredning
Arten beskrevs första gången 1783 av Johann Hermann och beskrevs då som Cuculus discolor och placerades alltså felaktig i samma släkte som göken (Cuculus canorus).
Kurolen placerades tidigare vanligtvis i ordningen praktfåglar (Coraciiformes) som bland annat omfattar kungsfiskarna, biätarna och blåkråkorna. Flera DNA-studier har dock visat att kurolen tillhör en avskild art inom en grupp som omfattar trogoner (Trogoniformes), hackspettartade fåglar (Piciformes) och praktfåglar (Coraciiformes). På grund av detta placeras den numera därför i den egna ordningen Leptosomiformes.
Kurolen delas upp i tre underarter:
- L. d. discolor – nominatformen förekommer på Madagaskar och ön Mayotte.
- L. d. intermedius – är endemisk för ön Anjouan.
- L. d. gracilis – är endemisk för ön Grand Comoro.

Baserat på dess mindre storlek, skillnader i fjäderdräkt och mindre skillnader i läte behandlas ibland gracilis som den egna arten Leptosomus gracilis.

## Utseende
Kurolen är 40–50 cm lång, där nominatformen är störst, och L. d. gracilis den minsta. Den är en kompakt fågel med ett proportionellt stort huvud. Till skillnad från blåkråkor och markblåkråkor, där könen har lika fjäderdräkt, uppvisar kuorlen könsdimorfism. Hanar har övervägande sammetsartat grått bröst och huvud, som gradvis övergår till vit buk och undergump. Övergången mellan grått och vitt är tydligare hos L. d. gracilis. Ryggen, stjärten och vingtäckare är mörkt iridiserande grönt med lila anstrykningar, speciellt på vingtäckare, medan hjässan och ögonbrynsstrecket är svart. 
Honor är övervägande bruna med sandfärgad undersida som är kraftigt mörkfläckad. L. d. gracilis är glesare fläckad. Juvenilens fjäderdräkt beskrivs oftast som en mattare variant av hondräkten, men åtminstone juvenilen hos L. d. gracilis uppvisar skillnader i fjäderdräkt i förhållande till honan och det är möjligt att detta också gäller de andra underarterna. Kurolens mörka näbb är kraftig och ögat är placerat långt bak på huvudet. Tarsen och tårna är korta och tårna har en ovanlig struktur men beskrivs idag oftast som zygodaktyl, det vill säga att två tår pekar framåt och två bakåt.

## Ekologi
Kurolens föda är inte helt känd men en expedition 1931 fann att kameleonter och insekter som gräshoppor och fjärilslarver, utgör viktiga byten men det är även känt att den tar geckoödlor. Dess huvudsakliga födosöksteknik är att orörligt sitta och vänta på ett byte, som lokaliseras med synen och som fångas genom en snabb flygattack. Den födosöker även från luften. Bytena fångas med den stora näbben och innan det sväljs slås bytet sönder mot en gren. 
Det finns bara ett fåtal studier kring kurolens häckningsekologi. Tidigare har den beskrivits som polygam, men det finns inga bevis som stöder detta. Den placerar sitt bo i ett högt träd, 4–6 meter över marken, i naturligt förekommande håligheter. Den fodrar inte boet och de vita äggen placeras direkt på botten av hålan. Vanligtvis lägger den cirka fyra ägg som honan ruvar i cirka 20 dagar och under denna tid matas hon av hanen. Efter att äggen kläckts stannar ungarna i boet i ungefär 30 dagar tills de blir flygga.

## Kurolen och människan
Kurolen beskrivs som orädd för människor och störs generellt inte av mänsklig aktivitet. På Madagaskar finns det flera legender och myter om fågeln. Den anses ofta vara ett gott omen och ses som en förebådare av fint väder. Eftersom den ofta ses i par så associeras den ofta med kärlek. Den jagas vanligtvis inte, har klarat habitatförändringar väl och bedöms av IUCN som livskraftig (LC).